# Oriakhill
Oriakhill ou Oryakhel ou Oriakheil (pachtou : اوریا خېل) est une grande tribu pachtoune vivant en Afghanistan. Ses représentants sont situés principalement dans le nord de Kaboul, à Qarabagh et Paghman, ainsi que la province de Laghmân, à Zurmat dans la province de Paktiyâ, et dans la province de Baghlân.